# Susume! Taisen Puzzle Dama
Susume! Taisen Puzzle Dama (進め！対戦ぱずるだま?, Susume! Taisen Pazuru-Dama) è un videogioco puzzle e il primo videogioco della serie Taisen Puzzle-Dama. È stato rilasciato nel luglio 1996 da Konami nelle sale giochi giapponesi.